# Pesa Tramicus
Pesa Tramicus je polská nízkopodlažní tramvaj, kterou v letech 2005 až 2008 vyráběla firma Pojazdy Szynowe Pesa Bydgoszcz v Bydhošti. Celkem bylo vyrobeno 33 vozů. Tramvaje jsou v provozu v Bydhošti, Elblągu, Lodži a ve Varšavě.
Koncepce tramvaje umožňuje variabilitu, takže je možné vyrobit různě dlouhé vozy se třemi až pěti články.

## Historie
- 11. srpna 2005 – ZKM Elbląg objednal 6 tramvají 121N.[1]
- 22. února 2006 – Tramwaje Warszawskie objednaly 15 tramvají 120N.[2]
- 24. října 2006 – MPK Łódź objednalo 12 tramvají 122N.[3]
- 12. září 2007 – MZK Bydgoszcz objednalo 2 tramvaje 122N.[4]

## Konstrukce

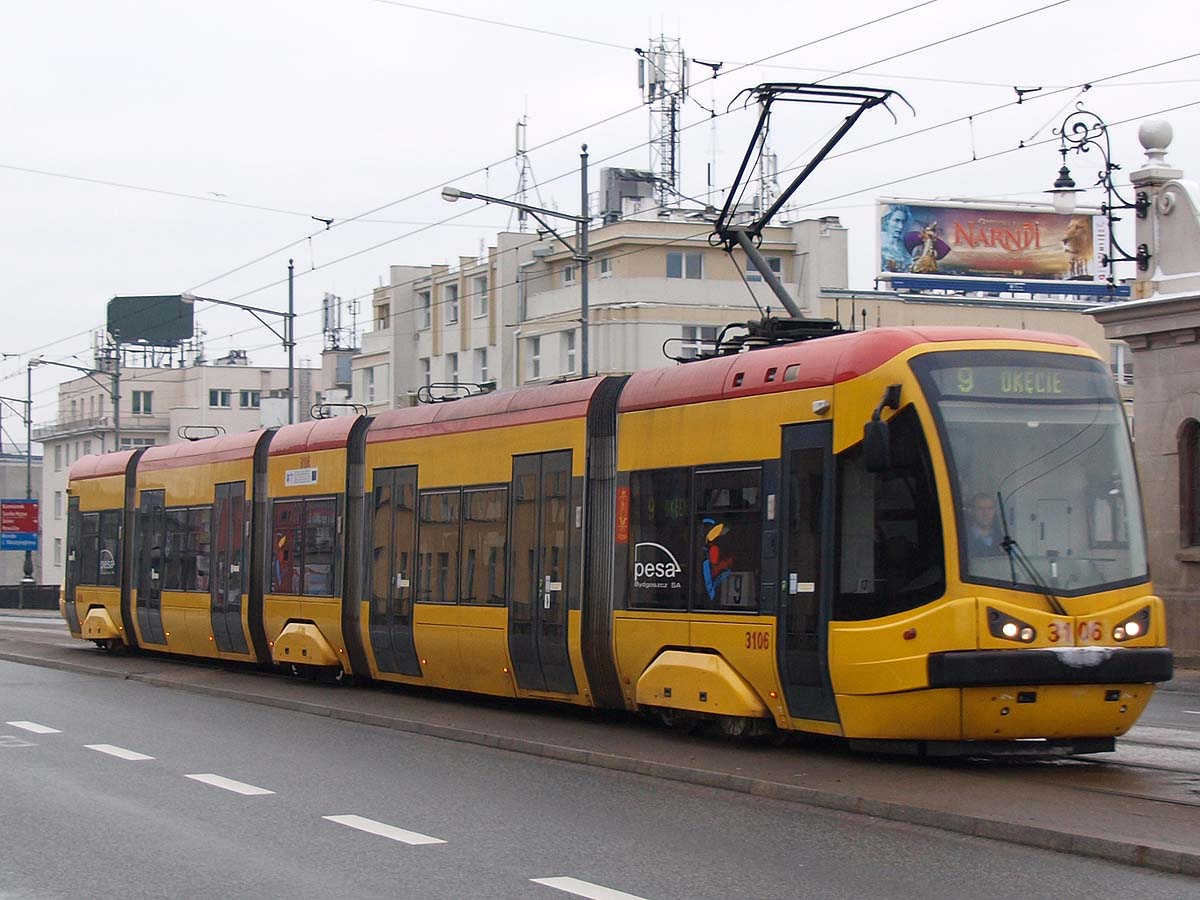
Varšavská tramvaj 120N na mostě Poniatowského

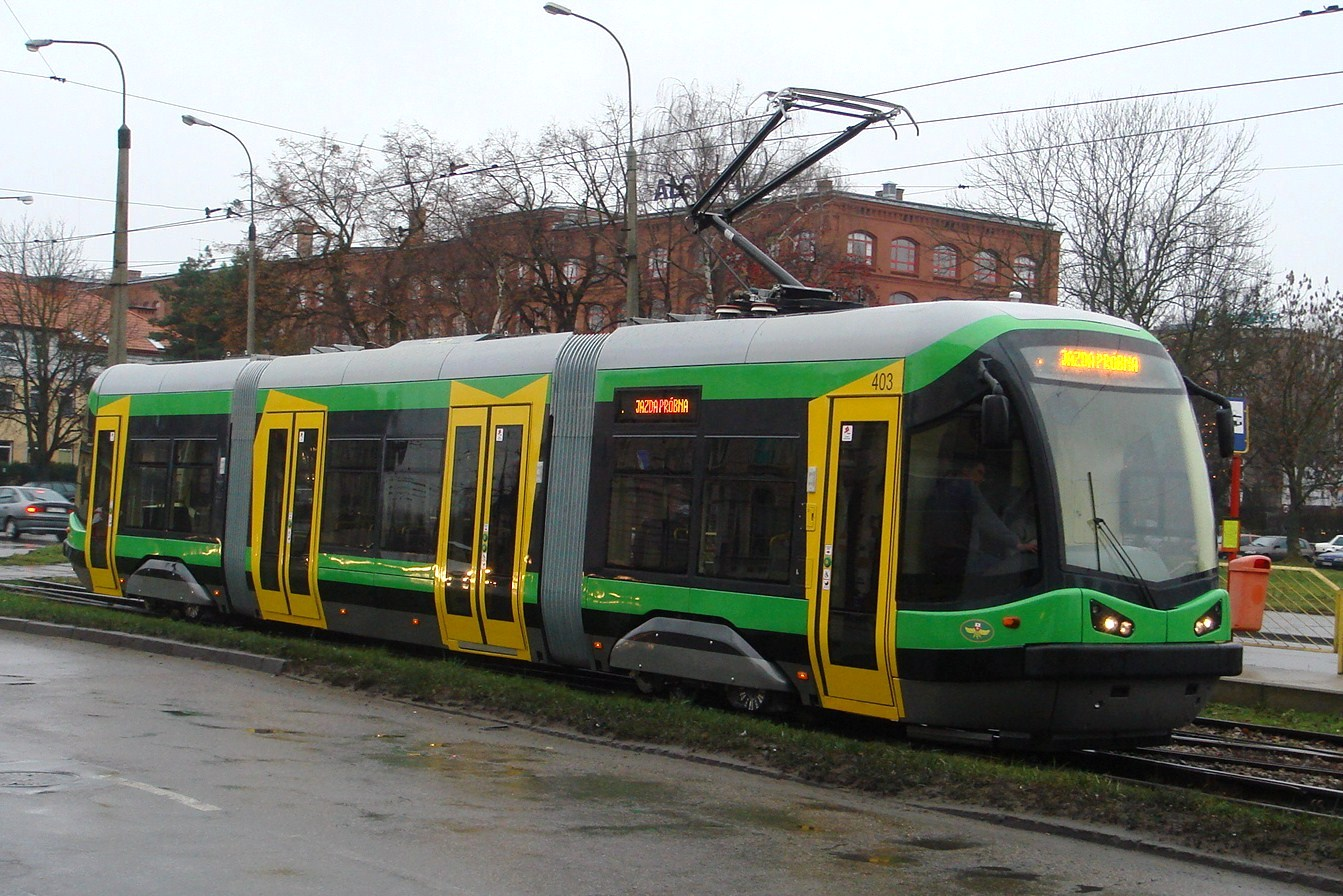
Vůz 121N během zkušebního provozu v Elblągu

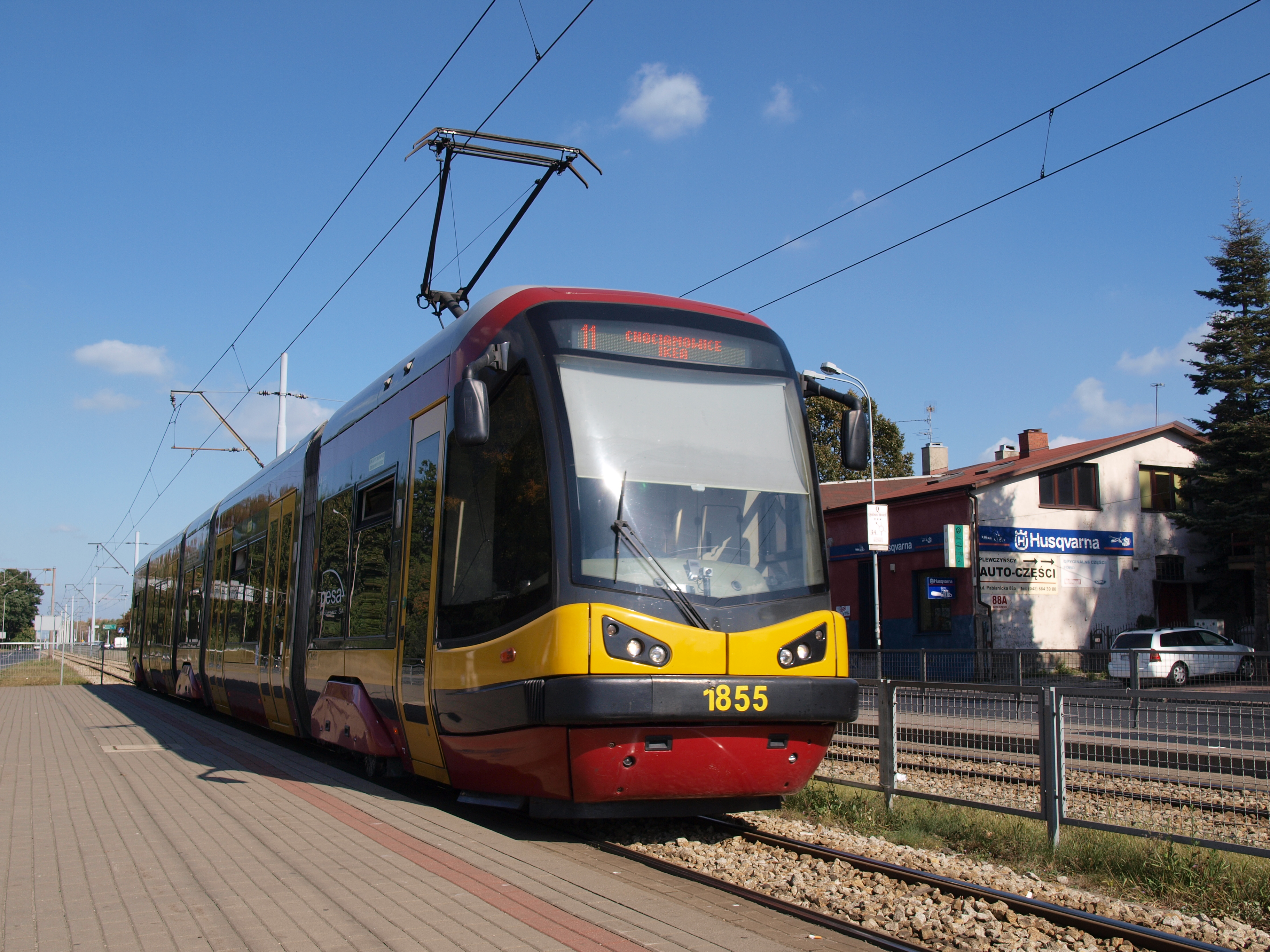
Tramvaj 122N vypravený na linku 11 v Lodži

| Typ            | Počet článků | Délka   | Šířka  | Hmotnost | Počet a výkon motorů | Rozchod | Míst k sezení | Zdroj                   |
| -------------- | ------------ | ------- | ------ | -------- | -------------------- | ------- | ------------- | ----------------------- |
| 120N           | 5            | 31,82 m | 2,35 m | 43,4 t   | 4 × 105 kW           | 1435 mm | 63            | [ 5 ] [ 6 ] [ 7 ] [ 8 ] |
| 121N           | 3            | 20,22 m | 2,35 m | 24,55 t  | 4 × 105 kW           | 1000 mm | 41            | [ 5 ] [ 6 ] [ 7 ] [ 8 ] |
| 122N (Bydhošť) | 5            | 31,82 m | 2,35 m | 38,4 t   | 4 × 105 kW           | 1000 mm | 63            | [ 5 ] [ 6 ] [ 7 ] [ 8 ] |
| 122N (Lodž)    | 5            | 31,82 m | 2,35 m | 38,4 t   | 4 × 105 kW           | 1000 mm | 63            | [ 5 ] [ 6 ] [ 7 ] [ 8 ] |

### 120N
Pesa 120N je jednosměrný, článkový, zcela nízkopodlažní tramvajový motorový vůz. Skládá se z pěti článků, které jsou spojené klouby a krycími měchy. Rám a bočnice vozu jsou vytvořeny ze svařovaných ocelových profilů, přední i zadní čelo (jsou shodná) jsou vyrobena z laminátu. Pro vstup a výstup cestujících slouží šestery předsuvné dveře na pravé straně vozové skříně. První, třetí a pátý článek je posazen na podvozcích, druhý a čtvrtý je zavěšen mezi okolní články. První a poslední podvozky (typ DKCBZ 0211-4 od firmy VEM Sachsenwerk) jsou hnací, prostřední je bezmotorový. V obou krajních podvozcích se nachází dva asynchronní motory (typ FT-105-600 od firmy Medcom), každý pohání jednu nápravu. Elektrický proud je z trolejového vedení odebírán pantografem (typ Fb 700 od firmy Stemmann) umístěným na střeše předního článku. Elektrická výzbroj založená na IGBT tranzistorech pochází od firmy Medcom. Kabina řidiče se nachází v jednom čele vozidla, v zadním čele je umístěn pouze manipulační panel. Vozidla jsou určena pro normální rozchod kolejí 1435 mm. Vozy jsou vybaveny klimatizací kabiny řidiče i salónu pro cestující. Vůz má klimatizaci a kamerový systém.

### 121N
Jedná se o jednosměrný čtyřnápravový motorový nízkopodlažní tramvajový vůz skládající se ze tří článků, které jsou navzájem spojeny kloubem a krycím měchem. Vozová skříň je tvořena zejména ze svařovaných ocelových uzavřených profilů, obě čela vozu jsou vyrobena z laminátu. V pravé bočnici se nacházejí čtvery předsuvné dveře (ve středním článku dvoje dvoukřídlé, v krajních jsou vždy jedny jednokřídlé). Střední článek je zavěšen mezi krajní články, které jsou umístěny na podvozcích. Tramvaj je čtyřnápravová; každou nápravu pohání jeden trakční motor s výkonem 105 kW. Do tohoto typu tramvaje je možno montovat podvozky pro úzký rozchod kolejí 1000 mm. Proud je z trolejového vedení odebírán polopantografem. Vůz má kamerový systém a ruční řadič pro řízení vozu. Kabina řidiče je uzavřená a oddělená od salónu. Vozidlo je standardně vybaveno elektronickým a akustickým informačním systémem.

### 122N
Jedná se o stoprocentně nízkopodlažní, pětičlánkovou jednosměrnou tramvaj se třemi podvozky, z nichž oba krajní jsou hnací, střední je běžný. Každou nápravou hnacích podvozků pochází motor o výkonu 105 kW. Nástup a výstup cestujících umožňují šestery dveře, v krajních článcích jednokřídlé, v obou nesených článcích dvoukřídlé. Oproti vozům 120N mají tramvaje 122N úzký rozchod kolejí 1000 mm.

## Dodávky tramvají
| Současný stát | Město   | Článek | Typ  | Roky dodávek | Počet vozů | Zdroj  |
| ------------- | ------- | ------ | ---- | ------------ | ---------- | ------ |
| Polsko        | Elbląg  | článek | 121N | 2006–2007    | 6          | [ 12 ] |
| Polsko        | Varšava | článek | 120N | 2007         | 15         | [ 12 ] |
| Polsko        | Lodž    | článek | 122N | 2008         | 10         | [ 12 ] |
| Polsko        | Bydhošť | článek | 122N | 2008         | 2          | [ 12 ] |